# Premiers entrepreneurs de la fonte britannique
Les premiers entrepreneurs de la fonte britannique ont permis à la production d'acier de prendre son envol lors de la révolution industrielle, d'abord en Angleterre puis dans les autres pays, par la révolution du principal problème à cette époque : le recours à une matière première moins rare que le bois, alors menacé par la déforestation, le charbon de terre, utilisé par le biais de la fonte au coke.
La guerre de Sept Ans (1756-1763) puis la guerre d'indépendance des États-Unis (1776-1784) ont stimulé la demande en provenance de l'État, en particulier pour les canons de la Royal Navy, qui s'est imposé comme le premier donneur d'ordre et même le promoteur de ces nouvelles technologies, à une époque où le charbon de terre est encore coûteux à extraire et surtout à transporter et les clients industriels fragiles.
La Royal Navy fut l'acteur majeur de cette course à l'innovation en allouant des contrats pour se fournir en canons à quatre entrepreneurs différents en 25 ans, entre 1757 et 1782, dont les sociétés sont toutes devenues de grandes entreprises sidérurgiques au début du siècle suivant, lorsque les guerres napoléoniennes ont de nouveau stimulé la demande.
En 1757, elle met le pied à l'étrier de la Bersham Ironworks de l'inventeur Isaac Wilkinson au nord des Mines de charbon du pays de Galles, puis fait de même en 1764 dans les mines de charbon d'Écosse avec la Carron Company du scientifique John Roebuck. 
En 1773, la Royal Navy et son émanation, le Board of Ordnance, donnent sa chance à une amélioration de la technologie d'Isaac Wilkinson, développée au sud des Mines de charbon du pays de Galles par l'entreprise familiale, la Dowlais Iron and Co, mais demande que d'autres développeurs s'en occupent que John Wilkinson, qui a besoin de temps pour améliorer la machine à aléser qu'il vient d'inventer en `1772 pour la machine à vapeur, sans parler de l'iron Bridge lancé dès 1775. En 1782, c'est même une loi qui met le pied à l'étrier d'un quatrième opérateur, Francis Homfray.
La production de fonte britannique réalisée à base de coke passe de 5 % à 55 % entre 1750 et 1775, c'est le seul pays où ce phénomène se produit, mais il faut attendre 1783 pour qu'un nouveau saut technologique se produise avec les brevets sur le laminage et le puddlage.
Achevé deux ans avant, en 1781, le pont sur la rivière Severn, l’Iron Bridge est le symbole de cette nouvelle industrie.

## Avant 1763, une technologie balbutiante, aux mains des quakers
- 1698 : l’ingénieur Thomas Savery dépose un brevet pour une pompe à vapeur simple, pour pomper l'eau des mines
- 1699 : "Fire Engine Act" du parlement anglais qui étend le brevet pour 21 ans
- 1700 : les deux-tiers de l'acier britannique importés[1]
- 1702 : Abraham Darby, un quaker de Bristol, s’associe avec ses congénères pour former la Bristol Brass Works Company, une manufacture spécialisée dans la fabrication d’ustensiles en cuivre.
- 1702 : une pompe de Thomas Savery explose aux mines de Road Waters à Wednesbury.
- 1704 : Abraham Darby voyage en Hollande puis invite des ouvriers hollandais à Bristol pour leur art du moulage[2]
- 1707 : Abraham Darby dépose un brevet avec John Thomas[Lequel ?], employé du quaker Charles Lloyd (1662-1728), pour le « moulage des pots et ustensiles en fonte dans le sable »[3]
- 1705 : Thomas Newcomen met au point, en compagnie de Thomas Savery, la première machine à vapeur vraiment utilisable
- 1708 : Abraham Darby s'associe avec James Peters[Lequel ?] de Bristol et Graffin Prankard de Sommerton pour créer une fonderie[2]
- 1709 : Abraham Darby réussit la première fonte au coke à Coalbrookdale sur le futur site de l'Iron Bridge.
- 1712 : Thomas Newcomen installe une nouvelle version de sa machine désormais appelée "machine à feu", en partenariat avec Thomas Savery, pour respecter le brevet
- 1711 et 1716 : Abraham Darby ouvre une partie de son capital à des négociants de fer de Bristol, R. CHampion et T. Goldney.
- Fin des Années 1710 : Abraham Darby II devint le fournisseur de Thomas Newcomen pour le fer des premières machines à vapeur pompant l'eau des mines, au lieu du cuivre, trop coûteux.
- 1717 : Charles Lloyd reprend la fonderie Bersham Ironworks
- 1720 : William Wood de Wednesbury propose un schéma spéculatif sur la propriété des mines anglaises[2]
- 1721 : Charles Lloyd fait fonctionner au coke Bersham Ironworks avec l'aide d'Abraham Darby
- 1722 : Richard Baddeley, de Birmingham dépose un brevet sur une boîte à attendrir le métal.
- 1726 : John Hawkins gendre d'Abraham Darby succède à Charles Lloyd Bersham Ironworks
- 1726 : 75 pompes de Thomas Newcomen en fonction en Angleterre
- 1730 : le parlement britannique note qu'un millier de tonnes de fonte suédoise transformée chaque année en fer en Angleterre. Dénombre six fourneaux au Nord-Est, six dans les Midlands et six à Sheffield[4]
- 1730 : le Hollandais Joseph Foljambe invente la charrue industrielle.
- 1731: le Britannique John Hadley invente le sextant de marine.
- 1733 : première pompes de Thomas Newcomen en fonction en France, à la Compagnie des mines d'Anzin
- 1733 : expiration du brevet de Thomas Newcomen
- 1733 : accord entre Abraham Darby II, qui se concentre sur les machines Newcomen
- 1742 : Benjamin Huntsman réinvente la fusion de l’acier, avec des additifs adéquats, à Sheffield, connue pour ses couteliers, rémouleurs et outilleurs qui feront le « Made in Sheffield »
- 1742 : Abraham Darby II remplace les chevaux actionnant les pompes à eau par un moteur à vapeur, sur le mode des pompes de Thomas Newcomen[5].
- 1746 : Samuel Walker et ses frères Aaron et Jonathan fondent la Walker Ironworks[6] à Rotherham Sud-Yorkshire, au capital de 600 sterling avec comme associé John Crawshaw[7]
- 1750 : une centaine de pompes de Thomas Newcomen en fonction en Angleterre.
- 1750 : Abraham Darby II parvient à faire à Coalbrookdale de la fonte au coke d'une qualité suffisante pour de nouveaux usages
- 1752 : l'ingénieur James Brindley installe un drainage révolutionnaire à Wet Earth Colliery (Lancashire)
- 1753 : John Wilkinson finit son apprentissage, devient ouvrier forgeron à Broseley, village contingu à Coalbrookdale
- 1753 : Isaac Wilkinson rachète la fonderie Bersham Ironworks, qui n'arrive à faire que de la médiocre fonte au coke.
- 1756 : John Wilkinson accepte de rejoindre son père à Bersham Ironworks pour l'aider techniquement
- 1756 : James Brindley commande des tuyaux et bassines à Coalbrookdale pour Fenton Vivian puis en 1763 à Walker Colliery dans les mines de charbon de Newcastle
- 1756 : la guerre de Sept Ans commence en Amérique.
- 1756 : Richard Reynolds de Bristol apporte du capital à Abraham Darby II, qui s'étend à Horsehay et Kettley, devient son gendre et lui succède[2].
- 1757 : Isaac Wilkinson construit avec des associés, une fonderie à Willey, près de Broseley[8] et Coalbrookdale où travaillait son fils depuis 1753.
- 1757 : Isaac Wilkinson avec Edward Blakeway crée une fonderie à Bradley (en), dans les Midlands près de Bilston et Wolverhampton[9].
- 1758 : Isaac Wilkinson dépose un brevet mentionnant ses combustibles originaux et la fabrication de canons[7]
- 1759 : Edward Blakeway fait faillite, ses parts sont transférées à sa belle-fille Mary Lee, qui épousera John Wilkinson en 1763.
- 1759 : deux fonderies industrielles créés, la Carron Company en Écosse par John Roebuck et la Dowlais Iron and Co au Pays de Galles par Isaac Wilkinson
- 1761 : Isaac Wilkinson met en faillite la fonderie Bersham Ironworks, son fils la relance

## Après 1763, de nouveaux compétiteurs
- 1763 : Isaac Wilkinson fait venir le forgeron de Coalbrookdale John Guest chez Dowlais Iron and Co
- 1763 : Isaac Wilkinson travaille pour la fonderie Plymouth en plus de sa société Dowlais Iron and Co fondée en 1759.
- 1763 : la guerre de Sept Ans (1756-1763) s'achève au grand bénéfice de l'Angleterre mais aiguise des appétits en Amérique
- 1763 : la Royal Navy indique à Isaac Wilkinson la fin des contrats de canon en fonte.
- 1763 : Isaac Wilkinson et John Guest s'installent à Bristol, quittent la Dowlais Iron and Co
- 1764 : la Royal Navy donne à la Carron Company un contrat pour fournir la Navy en canons.
- 1764 : Anthony Bacon revient du Maryland, se fait élire député, fournit la Navy en tabac.
- 1765 : John Roebuck, fondateur de la Carron Company se confie à Joseph Black sur ses problèmes d'approvisionnement en charbon.
- 1765 : John Roebuck présenté à James Watt par Joseph Black
- 1765 : Anthony Bacon fonde l'entreprise Cyfarthfa Ironworks, avec le scientifique William Brownrigg en acquérant[10] 16 km2 pour un prix modeste de 100 sterling par acre, au Pays de Galles. Le maître de forge Charles Wood aménage leur usine.
- 1766 : James Watt ferme son atelier à l'université et ouvre un bureau d'ingénierie civile, qui va l'occuper jusqu'en 1774
- 1766 : Anthony Bacon prend des parts dans la Dowlais Iron and Co, où revient John Guest
- 1767 : la fonderie d'Abraham Darby produit des rails en fonte pour les mines[11].
- 1767 : plusieurs entrepreneurs de la Lunar Society de Birmingham dont Matthew Boulton créent le canal de Birmingham
- 1768 : James Watt émet un emprunt convertible (66 % du capital) à John Roebuck en échange la fabrication des pièces de sa future machine
- 1768 : William Wilkinson, fils d'Isaac Wilkinson, invité en France au Creusot par Gabriel Jars
- 1769 : John Roebuck en difficulté dans son usine chimique, envisage de convertir la créance de 1 200 sterling sur James Watt en future participation de Matthew Boulton
- 1768 : Gabriel Jars se rend à Montcenis sur le futur site du Creusot, conseille à François de la Chaise d'investir
- 1772 : John Roebuck fait faillite, s'accroche, mais devra revendre sa participation dans l'entreprise en 1775

## Après 1772, les promoteurs de lamachine à vapeurà court de temps
- 1772 : John Wilkinson invente la machine à aléser, pour les cylindres de la machine à vapeur
- 1773 : la Royal Navy retire à la Carron Company le contrat pour fournir la Navy en canons.
- 1773 : Royal Navy donne le contrat à Anthony Bacon et son entreprise Cyfarthfa Ironworks
- 1773 : Edward Jones[Lequel ?] conseille à la Royal Navy de ne pas utiliser la fonte d'Isaac Wilkinson, son fils John reprend le flambeau
- 1775 : John Wilkinson invente la machine à aléser, brevetée, et utilisée par James Watt et Matthew Boulton
- 1775 : Matthew Boulton convertit en 66 % du capital la créance de John Roebuck dans l'entreprise de James Watt
- 1775 : John Wilkinson est l'un des 13 souscripteurs de l'Iron Bridge avec Abraham Darby II mais lui revend ses parts en 1777.
- 1776 : la machine vapeur trouve ses premiers clients, en particulier John Wilkinson dans la mine de Broseley
- 1776 : début de la guerre d'indépendance des États-Unis (1776-1784)
- 1776 : chacune des fonderies de Coalbrookdale dépasse 80 000 livres sterling de chiffre d'affaires[2]
- 1777 : Cyfarthfa Ironworks dissoute puis reformée, William Brownrigg vend ses parts, pour 1 500 livres sterling à Richard Crawshay.

## Après 1779, l'iron Bridgerevanche des Darby et Wilkinson
- 1779 : Isaac Wilkinson voit son fils John Wilkinson achever la construction de l'Iron Bridge avec Abraham Darby.
- 1779 : la Royal Navy redonne à la Carron Company le contrat pour la fournir en canons plus petits, la caronade.
- 1781 : l'Iron Bridge est ouvert à la circulation, fierté de l'Angleterre, qui a perdu l'Amérique du Nord, sa principale colonie
- 1781 : William Wilkinson, fils d'Isaac Wilkinson est appelé par le roi de France au Creusot
- 1782 : une nouvelle loi interdit à un député de vivre des commandes de l'armée : Anthony Bacon doit concéder ses droits à Francis Homfray qui créé une fonderie à Merthyr Tydfil, au cœur des mines de charbon du pays de Galles, mais doit déménager deux fois, après des conflits avec la fonderie Plymouth, détenue par Anthony Bacon.
- 1783 : Peter Onions dépose un brevet sur le puddlage consistant à placer de la fonte en morceaux avec des scories d'oxyde de fer sur un feu de coke puis dans un four à réverbère[12]
- 1784 : Henry Cort dépose un autre brevet sur le puddlage accompagné d'un autre sur le laminage
- 1784 : 30 kilomètres de rails de fonte et 1 400 salariés à Coalbrookdale[13]
- 1784 : la guerre d'indépendance des États-Unis (1776-1784) s'achève
- 1785 : William Wilkinson réussit la première coulée de fonte au coke au Creusot.